# Corrierino musicale
Corrierino musicale è un album del 1967 contenente una raccolta di canzoni di vari autori interpretate dal Piccolo Coro dell'Antoniano diretto da Mariele Ventre. È stato prodotto dall'Antoniano e distribuito dalla casa discografica Ri-Fi. È inciso su 33 giri.

## Elenco titoli
1. Nella vecchia fattoria; musica: Gorni Kramer e Virgilio Savona; testo: Giovanni Giacobetti
2. O mia bella Madonnina; musica e testo: Giovanni D'Anzi
3. Funiculì funiculà; musica:Luigi Denza; testo: Giuseppe Turco
4. Vola vola vola; musica: Guido Albanese; testo: Antonio Luigi Dommarco
5. Ciuri ciuri; musica: Ignazio Privitera; testo: Vittorio Alberti
6. Il tamburo della banda d'Affori; musica: Mario Panzeri e Domenico Nino Ravasini; testo: Giacomo Mario Gili
7. Ricordate Marcellino; musica: Virgilio Savona; testo: Giovanni Giacobetti
8. La classe degli asini; musica: Domenico Nino Ravasini; testo: Giacomo Mario Gili
9. Quel mazzolin di fiori; tradizionale
10. Concertino; musica: Gorni Kramer; testo: Pietro Garinei e Sandro Giovannini
11. Fra Martino campanaro; tradizionale
12. Il corredo del soldato; musica: M. Malini; testo: G. Monese

## Fonti
- Istituto Centrale Per i Beni Sonori e Audiovisivi (discoteca di stato), su icbsa.it.
- SIAE - Archivio opere musicali, su siae.it.
- Sito ufficiale dell'Antoniano di Bologna, su antoniano.org.